# Evan Neal
Pour les articles homonymes, voir Neal.
Evan Neal (né le 19 septembre 2000 à Okeechobee) est un joueur professionnel américain de football américain.
Il joue au poste d'offensive tackle avec la franchise des Giants de New York en National Football League (NFL).

## Biographie

### Jeunesse
Neal naît le 19 septembre 2000 à Okeechobee en Floride. Il étudie au lycée Okeechobee (en) avant d'intégrer l'IMG Academy (en) de Bradenton en Floride. Il dispute l'Under Armour All-America Game 2019 (en). 
Considéré comme une recrue cinq étoiles, Neal se voit octroyer une bourse par l'Université de l'Alabama,.

### Carrière universitaire
Neal commence les treize matchs de la saison 2019 au poste de left guard avant de passer right guard en 2020,,.  
Titulaire en 2020, il remporte le College Football Championship Game 2021. 
Après la fin de saison 2021, il annonce faire l'impasse sur sa dernière année d'éligibilité pour se présenter à la draft de la NFL.

### Carrière professionnelle
| Taille               | Poids           | Bras          | Main            | Sprint   | Sprint   | Sprint   | Shuttle 20 yards | 3 cones drill | Détente   | Détente     | Développé couché | Test Wonderlic |
| Taille               | Poids           | Bras          | Main            | 40 yards | 10 yards | 20 yards | Shuttle 20 yards | 3 cones drill | verticale | horizontale | Développé couché | Test Wonderlic |
| 2,02 m (6 ft 7 ½ in) | 153 kg (337 lb) | 86 cm (34 in) | 26 cm (10 ⅛ in) | -        | -        | -        | -                | -             | -         | -           | -                | -              |

Neal est sélectionné en 7e choix lors du premier tour de la draft 2022 de la NFL par la franchise des Giants de New York.

## Statistiques
Les statistiques universitaires ne sont pas disponibles.

## Trophées et récompenses
- Champion universitaire national en Championnat NCAA de football américain 2020 ;
- Vainqueur du College Football Championship Game 2021 ;
- Sélectionné dans l'équipe-type de la Southeastern Conference (SEC) en 2021 ;
- Reconnu à l'unanimité comme joueur All-American en 2021.

## Vie privée
Le père de Neal, Eddie, a joué au poste de linebacker chez les Green Wave de Tulane et deux de ses oncles — Cleveland Gary (en) et Jimmie Jones (en) — ont joué en NFL.